# Мајлан (Минесота)
Мајлан (енгл. Milan) град је у америчкој савезној држави Минесота.

## Демографија
По попису из 2010. године број становника је 369, што је 43 (13,2%) становника више него 2000. године.
| Група             | 2000.       | 2010.       |
| Белци             | 298 (91,4%) | 261 (70,7%) |
| Афроамериканци    | 0 (0,0%)    | 0 (0,0%)    |
| Азијати           | 1 (0,3%)    | 4 (1,1%)    |
| Хиспаноамериканци | 24 (7,4%)   | 16 (4,3%)   |
| Укупно            | 326         | 369         |